# Hamilton de Barros Vellasco
Hamilton de Barros Vellasco (Goiás, 30 de agosto de 1913 – 8 de junho de 1985) foi um jurista, professor e magistrado brasileiro que atuou como desembargador e presidente do Tribunal de Justiça do Estado de Goiás. Tornou-se notável por se opor à ditadura militar brasileira, sendo aposentado compulsoriamente por força do Ato Institucional n.º 5, enquanto era corregedor-geral do Tribunal em 1968.

## Biografia
Nascido no município de Goiás, em 30 de agosto de 1913, Hamilton de Barros Vellasco iniciou seus estudos no tradicional Liceu de Goiás, tendo iniciado um bacharelado em direito em 1932, colando grau em 1 de dezembro de 1937, aos 24 anos de idade. Sua turma foi a primeira da Faculdade de Direito de Goiás a receber diploma em Goiânia, capital recém-inaugurada.
Em seguida se tornou promotor de justiça da cidade de Goiás, exercendo a função por dois anos, quando foi promovido ao juizado de direito do município de Arraias, em 1940. Um ano depois foi transferido para Palmeiras de Goiás, servindo como juiz de direito do município por 17 anos.
Em 1958, foi promovido a desembargador do Tribunal de Justiça, por merecimento. Seguiu para a vice-presidência e logo depois, para a chefia do Tribunal de Justiça do Estado de Goiás, a partir de 1962. Em 1963, Vellasco deixa a presidência, sendo sucedido por Antônio Diurivê Ramos Jubé.
Em 1968 foi corregedor-geral de Justiça do TJ-GO. Devido sua militância contrária à Ditadura militar brasileira, instaurada pelo Golpe de 1964, Hamilton de Barros Vellasco foi aposentado compulsoriamente pelo presidente Costa e Silva, em 30 de março de 1969, com o uso do Ato Institucional n.º 5. Seguiu na advocacia ao lado de Everardo de Souza (também ex-presidente do TJ) e do prefeito de Goiânia cassado, Iris Rezende. O trio realizava defesa de opositores da ditadura.

Em 1979, foi anistiado pela legislatura vigente, porém não quis retornar à magistratura. Faleceu em 8 de junho de 1985, aos 71 anos de idade.